# Майский, Иван Матвеевич
Иван Матвеевич Майский (30 марта 1899, с. Весёлое, область Войска Донского, Российская империя — 1974, Москва, СССР) — советский военачальник, полковник (1942).

## Биография
Родился 30 марта 1899 года в крестьянской семье. Учился в сельской школе. Работал по найму в сельском хозяйстве, затем работал шахтером на шахте № 15 в городе Донбасс.

### Военная служба

#### Гражданская война
18 ноября 1917 года вступил красногвардейцем в Чистяковский рабочий отряд в Донбассе. В мае 1918 года перешел с ним в Красную армию и служил в 1-м революционном полку 11-й Кавказской Красной армии. В составе отряда и полка участвовал в боях против немцев и Добровольческой армии генерала А. И. Деникина в Донбассе Донской области и на Северном Кавказе. В бою под станицей Кореновская был ранен и эвакуирован в Екатеринодар, затем в Новороссийск. При отходе Таманской Красной армии вместе с ранеными был оставлен на лечении у местных жителей и по чужим документам находился на территории, занятой белыми. 14 сентября 1918 года захвачен в плен и заключен в тюрьму в город Екатеринодар, затем через месяц направлен на работы в Донбасс. Не доходя до села Ольховка Таганрогского уезда, бежал. В декабре вышел к своим в районе Ровенька и был направлен в 14-й стрелковый полк 42-й стрелковой дивизии. В его составе красноармейцем и старшиной (с сентября 1919 г.) воевал против генералов А. И. Деникина и П. Н. Врангеля, а также банд Н. И. Махно. Член ВКП(б) с 1919. С декабря 1920 года был политруком пешей разведки этого же полка, переименованного затем в 374-й стрелковый.

#### Межвоенные годы
После войны зачислен курсантом в дивизионную школу, а оттуда переведен на курсы красных командиров в городе Владикавказ. После их расформирования в феврале 1923 городе направлен в Военно-политическую школу им. К. Е. Ворошилова в городе Ростов-на-Дону. После окончания последней в мае 1924 года назначен политруком эскадрона в 67-й кавалерийский полк 3-й кавалерийской бригады УВО. В августе 1925 года командирован на учёбу в Крымскую кавалерийскую школу, переименованную в августе 1926 года в Украинскую кавалерийскую школу им. С. М. Будённого. Закончив её в августе 1927 году, получил назначение в 1-ю кавалерийскую Запорожскую Краснознаменную дивизию червонного казачества им. Французской компартии в городе Проскуров, где проходил службу командиром взвода 2-го кавалерийского полка, политруком эскадрона 1-го и 4-го кавалерийских полков.
В ноябре 1930 года переведен в войска ОГПУ и назначен помощником начальника маневренной группы 26-го погранотряда в городе Одесса. С августа 1931 года по май 1936 года учился в Военной академии РККА им. М. В. Фрунзе, затем был назначен помощником начальника учебного отдела Харьковского пограничного военного училища войск НКВД. С июля 1937 года служил в Среднеазиатском округе помощника начальника по строевой части и начальником штаба 67-го погранотряда (в Бухаре), с ноября 1938 года — начальником 71-го погранотряда войск НКВД. В январе 1940 года переведен в Карело-Финскую ССР на должность начальника штаба 73-го погранотряда войск НКВД (г. Реболы), с марта исполнял должность начальника этого отряда. Участвовал с ним в Советско-финляндской войне 1939—1940 гг., за что был награждён орденом Красной Звезды.

#### Великая Отечественная война
Начало войны встретил в той же должности. Участвовал со своим погранотрядом в боях на ребольском направлении. С декабря 1941 года майор Майский исполнял должность начальника штаба 263-й стрелковой дивизии, входившей в состав Масельской оперативной группы Карельского фронта и выполнявшей задачу по обороне станции Масельская Кировской ж. д. В том же месяце она была переброшена на Беломоро-Балтийский канал им. Сталина. Решительными действиями её части отбросили противника, угрожавшего шлюзу № 8 в районе Морская, Масельга (на 12-15 км), и заняли оборону на рубеже по северному берегу Хижозера, р. Салмазерка и восточному берегу Велозера. Здесь дивизия находилась до весны 1942 года. С 10 марта 1942 года она входила в состав вновь сформированной на базе Медвежьегорской и Масельской оперативных групп 32-й армии Карельского фронта, а с 4 апреля была подчинена 26-й армии. В тот же день, сдав занимаемые рубежи частям 71-й стрелковой дивизии, была передислоцирована на станцию Лоухи Кировской ж. д. и заняла там оборону. С 24 апреля она вела наступательные бои на кестеньгском направлении, имея задачу выйти на рубеж реке Софьянга. В мае полковник Майский был ранен, затем в июне назначен в Главное управление внутренних войск НКВД заместителем начальника 1-го отделения оперативного отдела.
В августе 1942 года назначен командиром 2-й мотострелковой дивизии внутренних войск НКВД в Москве. С января 1943 года командовал 25-й стрелковой бригадой войск НКВД на Воронежском фронте (под Харьковом). С 4 сентября в связи с болезнью зачислен в резерв офицерского состава НКВД и находился на лечении в госпиталях Пятигорска и Москвы. В октябре откомандирован в РККА на Западный фронт, где был назначен заместителем командира 192-й стрелковой дивизии 5-й армии. С 10 декабря 1943 года исполнял должность командира этой дивизии, которая с 1 января по 2 марта 1944 года входила в состав 49-й армии и вела подготовку к предстоящему наступлению. Затем дивизия вошла в подчинение 31-й армии (с 23 апреля — в составе 3-го Белорусского фронта) и заняла оборону на рубеже Ольховка, Осинстрой.
4 апреля 1944 года был отстранен от командования и назначен заместителем начальника штаба по ВПУ 31-й армии, затем с 10 июня исполнял должность заместителем командира 159-й стрелковой дивизии. В конце месяца переведен на ту же должность в 184-ю стрелковую Духовщинскую дивизию и в составе 5-й армии 3-го Белорусского фронта участвовал с ней в Белорусской, Витебско-Оршанской, Минской, Вильнюсской и Каунасской наступательных операциях. Её части прорвали оборону немцев под Витебском, затем участвовали в окружении и уничтожении Витебской группировки противника, в ожесточенных боях на реке Вилия южнее города Вильно и форсировании реки Неман северо-западнее города Вилкавишкис (в районе м. Наумиестис). За форсирование р. Неман и бои по удержанию и расширению захваченного плацдарма дивизия была награждена орденом Красного Знамени (12.08.1944). 16 октября она форсировала реке Шешупе и с юга овладела городом Наумиестис, а на следующий день — первым немецким городом Ширвиндт (ныне пос. Кутузово Краснознаменского района Калининградской обл.). Приказом по войскам 3-го Белорусского фронта от 30.10.1944 за эти бои полковник Майский был награждён орденом Отечественной войны 1-й ст. С 12 декабря 1944 по 15 января 1945 г. временно командовал 184-й стрелковой дивизией, затем вернулся на прежнюю должность. С января 1945 г. в её составе принимал участие в Восточно-Прусской, Инстербургско-Кенигсбергской наступательных операциях. С 10 марта и до конца войны исполнял должность начальника штаба 217-й стрелковой Унечской Краснознаменной ордена Суворова дивизии 3-го Белорусского фронта. За бои при овладении г. Алленштайн в ходе Млавско-Эльбингской операции в январе она была награждена орденом Ленина (05.04.1945). 19 марта её части овладели городом Браунсбург, а в начале апреля после марша заняли оборону на побережье залива Фришес-Хафф (Висленский) и находились там до конца войны.

#### Послевоенное время
После войны с 5 июля 1945 года исполнял должность начальника штаба 194-й стрелковой Режицкой Краснознаменной дивизии в составе 2-го Белорусского фронта, а с августа — Казанского ВО. 23 мая 1946 года уволен в отставку по болезни.
23 декабря 1946 года поступает на службу в МВД СССР на должность заместителя начальника Отдела Главного управления милиции МВД СССР. С марта 1949 года начальник отделения Отдела Главного управления милиции МГБ СССР. В июле 1952 года уволен из МГБ.

## Награды
- орден Ленина (21.02.1945)[4][5]
- четыре ордена Красного Знамени (29.09.1941[6], 03.11.1944[7][5], 31.05.1945[8], 15.11.1950[5])
- орден Отечественной войны 1-й степени (30.10.1944)[9]
- два ордена Красной Звезды (17.04.1940[3], 28.10.1967[10])
  - медали в том числе:
  - «За оборону Советского Заполярья» (22.06.1945)[11]
  - «За победу над Германией в Великой Отечественной войне 1941—1945 гг.» (1945)
  - «За взятие Кёнигсберга» (1945)